# Drago Prgomet
Drago Prgomet (ur. 23 maja 1965 w Žeravacu) – chorwacki polityk, lekarz i nauczyciel akademicki, poseł do Zgromadzenia Chorwackiego.

## Życiorys
Ukończył studia medyczne w Banja Luce, początkowo pracował w Slavonskim Brodzie. Studiował następnie na Uniwersytecie w Zagrzebiu, uzyskał stopień naukowy doktora. Jako nauczyciel akademicki związany z wydziałami medycyny w Zagrzebiu i Osijeku. Do 2014 pełnił funkcję kierownika kliniki urazów głowy i szyi w szpitalu uniwersyteckim w Zagrzebiu.
Był długoletnim działaczem Chorwackiej Wspólnoty Demokratycznej. W latach 2003–2006 zasiadał z jej ramienia w Zgromadzeniu Chorwackim V kadencji. Został później powołany na wiceprzewodniczącego swojego ugrupowania. Popadł jednak w spór z liderem HDZ Tomislavem Karamarko, m.in. sprzeciwiał się wykluczeniu z partii Jadranki Kosor. Ostatecznie w 2015 zrezygnował z członkostwa w HDZ.
Dołączył następnie do Mostu Niezależnych List, stając się jednym z przywódców tej formacji. W wyborach w 2015 ponownie uzyskał mandat poselski. Wkrótce po wyborach został wykluczony z partii Most za prowadzenie bez wiedzy władz ugrupowania negocjacji z premierem Zoranem Milanoviciem. Założył własne ugrupowanie pod nazwą HRID, po czym w 2016 ponownie związał się z HDZ. Z jej ramienia w przedterminowych wyborach w tym samym roku utrzymał mandat deputowanego na kolejną kadencję.
W 2019 objął funkcję przewodniczącego zgromadzenia miejskiego Zagrzebia.